# Krantenstok

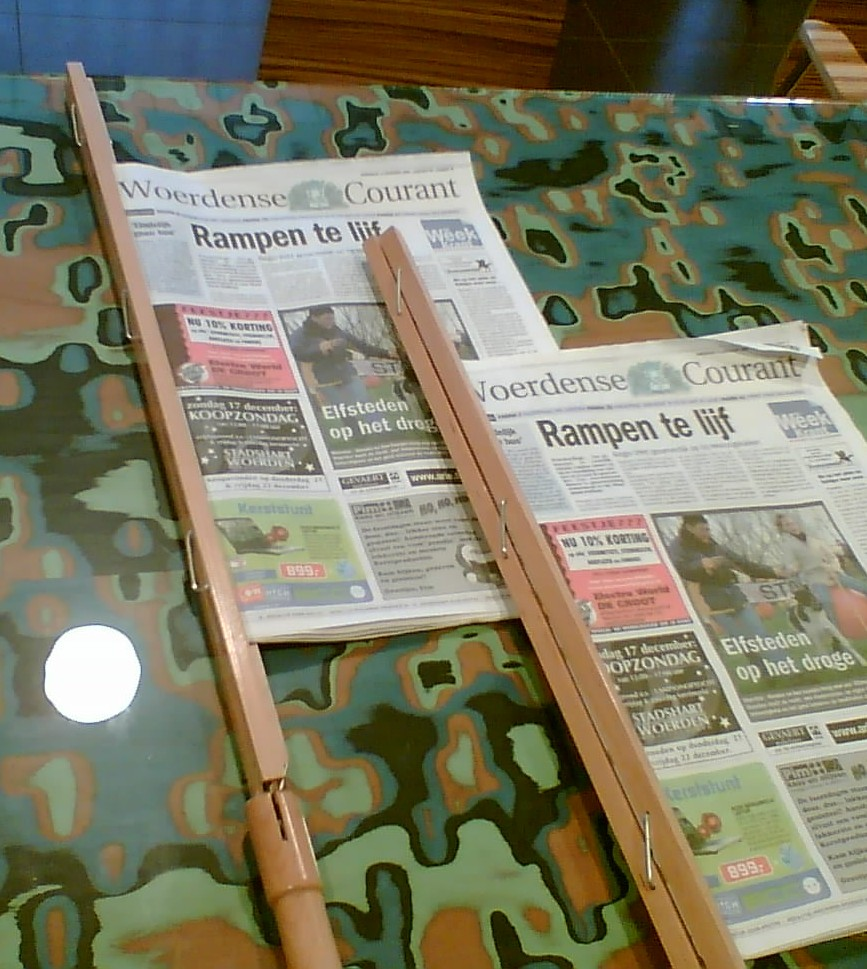
Krantenstok op het stadhuis van Woerden

Een krantenstok is een houten stok waar een krant tussengeklemd kan worden. Deze zie je, hoewel steeds minder vaak, op leestafels in openbare gelegenheden zoals bibliotheken, hotels of grand cafés.
Het voornaamste doel van de krantenstok is de krant compleet te houden. Omdat hij alle pagina's bijeenklemt, heeft een volgende lezer gegarandeerd een compleet exemplaar met alle bijlagen. Ook kan de krant bijna alleen nog maar plat op tafel worden gelezen, zodat deze minder gemakkelijk kreukt.